# Parobisium longipalpus
Parobisium longipalpus es una especie de arácnido del orden Pseudoscorpionida de la familia Neobisiidae.

## Distribución geográfica
Se encuentra en Corea del Sur.